# Eupithecia batida
Eupithecia batida är en fjärilsart som beskrevs av Paul Dognin 1899. Eupithecia batida ingår i släktet Eupithecia och familjen mätare. Inga underarter finns listade i Catalogue of Life.